# نوا میلز
نوا میلز (انگلیسی: Noah Mills؛ زادهٔ ۲۶ آوریل ۱۹۸۳) یک هنرپیشه، و مانکن (فرد) اهل ایالات متحده آمریکا است.